# 兴安街道 (横峰县)
兴安街道，是中华人民共和国江西省上饶市横峰县下辖的一个乡镇级行政单位。

## 行政区划
兴安街道下辖以下地区：
城中社区、城东社区、城南社区、城西社区、城北社区、兴安社区、园区社区、白沙岭社区、城郊村、回垅村和横峰工业园区。